# SWAT

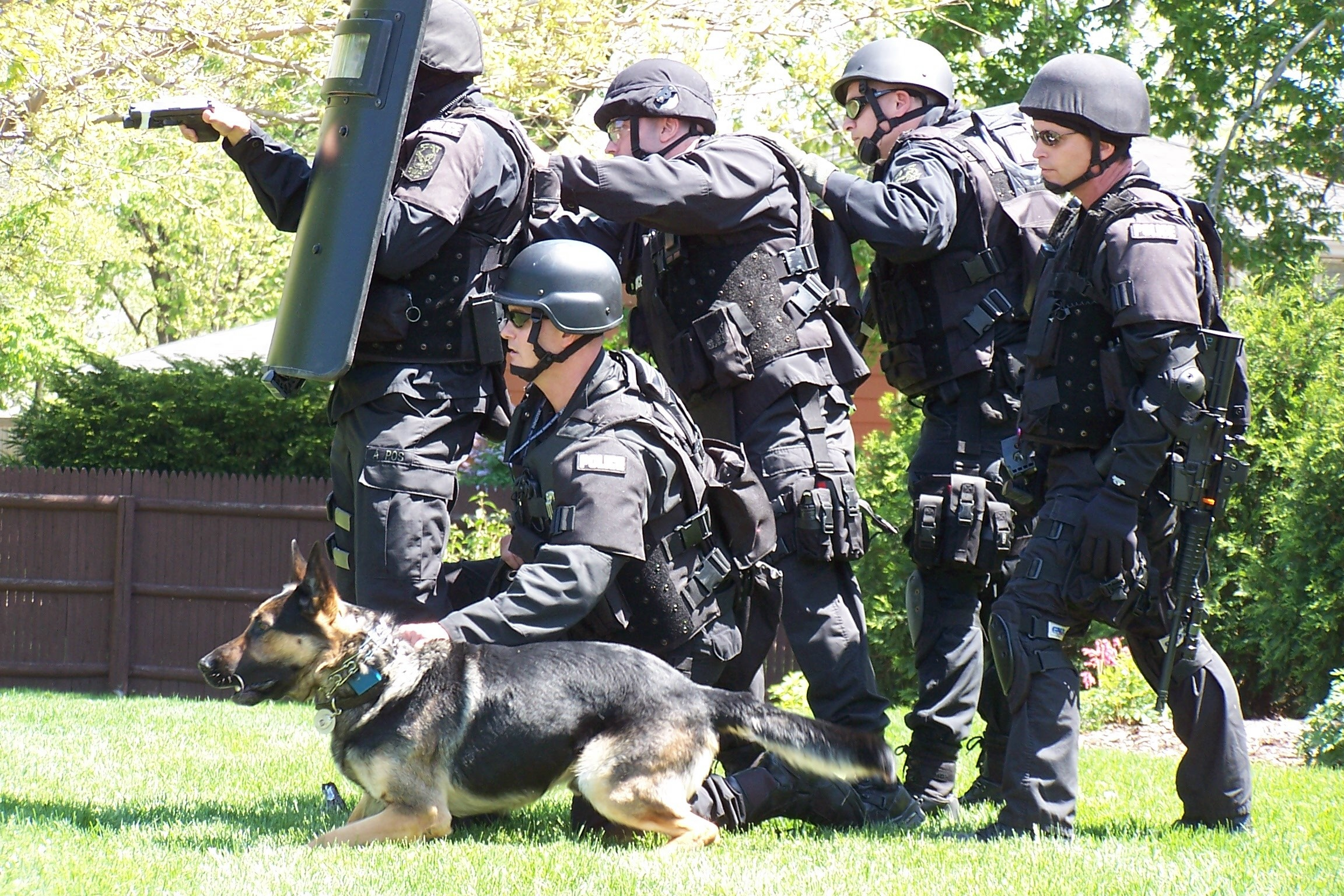
Команда SWAT группы по содействию в расследовании преступлений (FIAT) перед рейдом

SWAT (изначально аббревиатура обозначала английскую фразу Special Weapons  Attack Team — штурмовая группа со специальным вооружением; в настоящее время расшифровывается как special weapons and tactics — специальное оружие и тактика) — подразделения в американских правоохранительных органах, которые используют лёгкое вооружение армейского типа и специальные тактики в операциях с высоким риском, в которых требуются способности и навыки, выходящие за рамки возможностей обычных полицейских. От штата к штату название может быть разное. Например в Нью-Йорке подразделение для похожих задач называется NYPD ESU A-Team (Emergency Service Unit Apprehension Tactical Team), в Чикаго это HBT (Hostage Barricated Terrorist Team) а в Мериленде — STATE (Special Tactical Assault Team Element). Есть и другие названия, в зависимости от юрисдикции, например Special Response Team (SRT), Emergency Response Team (ERT), Tactical Response Team (TRT), Special Operations Response Team (SORT) и так далее.

Эмблема SWAT департамента полиции Лос-Анджелеса

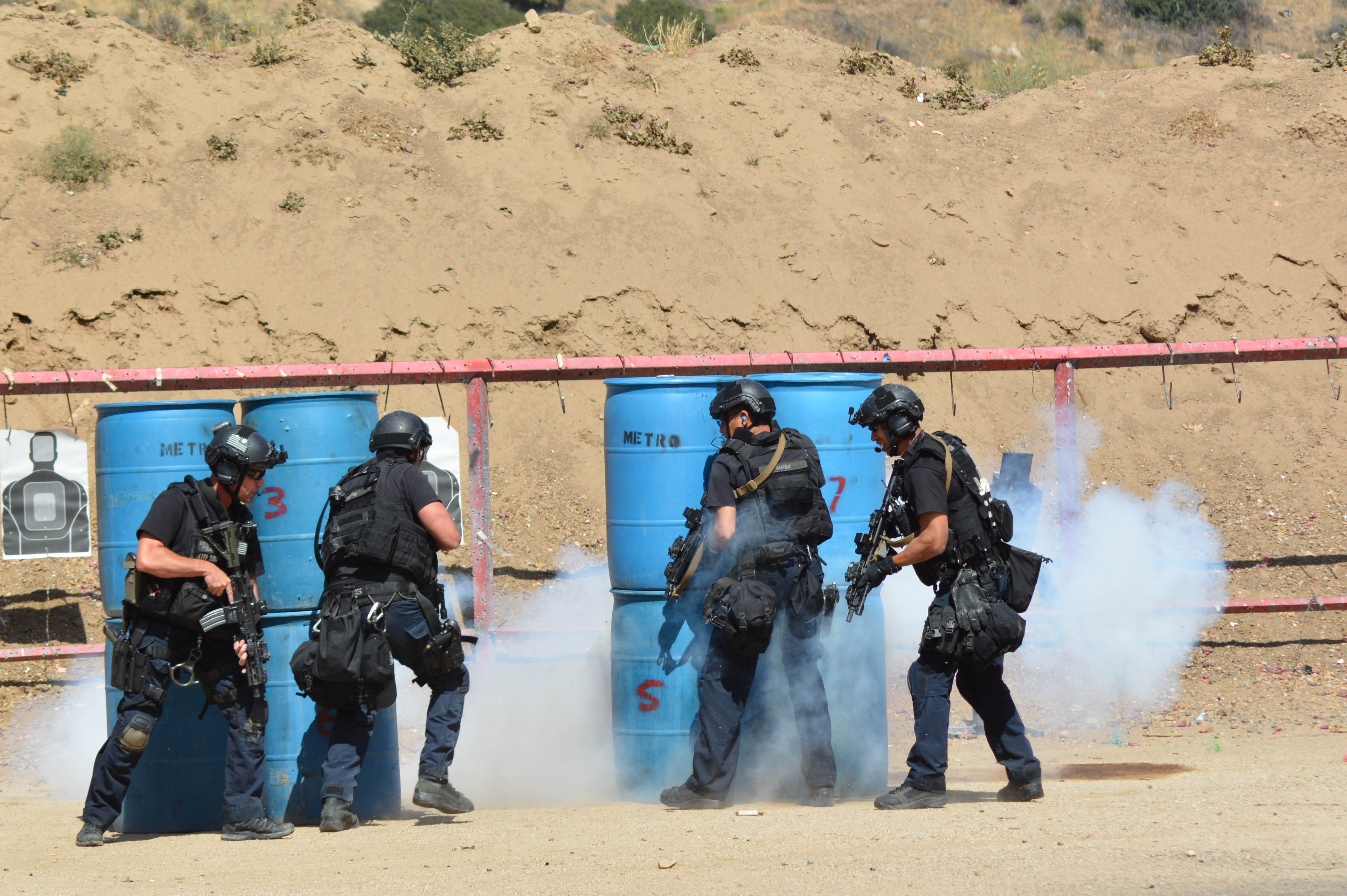
Бойцы SWAT департамента полиции Лос-Анджелеса на тренировке

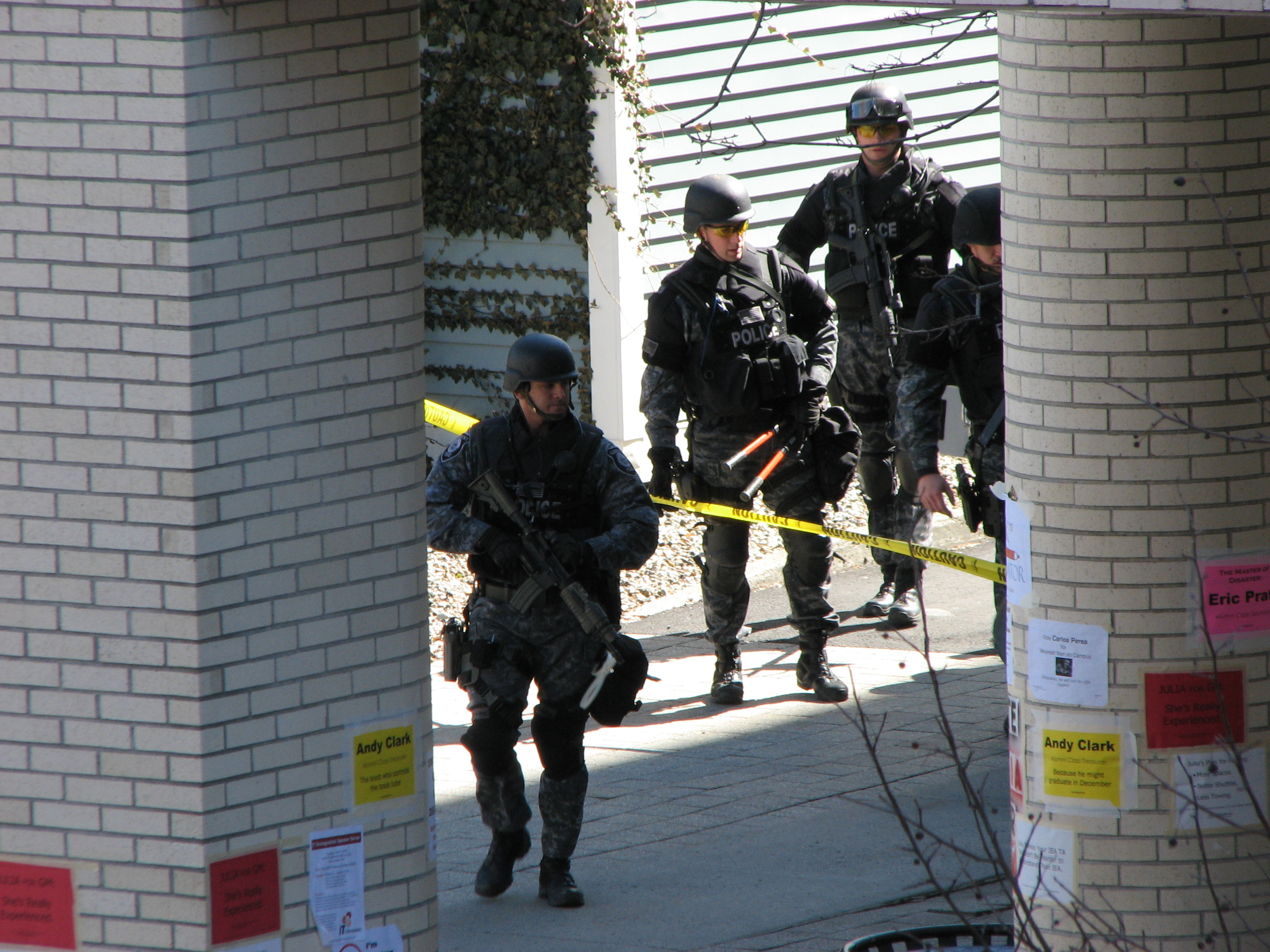
SWAT входит в здание CII в Политехническом институте Ренсселера

В России аналогичные подразделения называются СОБР.

## История
Хоть и Лос-Анджелесский отряд SWAT первым обрёл широкую общественную известность (возможно, благодаря близости LAPD — Los-Angeles Police Department, Лос-Анджелесского департамента полиции — к средствам массовой информации, размерам и профессионализму самого департамента), но тем не менее, первые операции отрядов SWAT начали проводиться в фермерском микрорайоне Делано (Калифорния), находящемся к северу от Лос-Анджелеса, на границе между округами Керн и Тулэйр в долине Сан-Хоакин. В то время (17 марта 1966) Союз рабочих-фермеров Сесара Чавеса устраивал в Делано многочисленные акции протеста, как на складах-холодильниках так и перед домами не высказывающих поддержки рабочих-фермеров на городских улицах. Департамент полиции Делано ответил на это созданием специальных отрядов, вооружённых специальным оружием и использующим специальную тактику. Новые телевизионные станции и печатные СМИ передавали в эфир и вели репортажи об этих событиях на всю страну. Администрация LAPD наблюдала за телепередачами и наводила справки о ходе программы у департамента полиции Делано. Затем один из полицейских LAPD получил разрешение наблюдать за применением отрядами SWAT Делано в действии специального вооружения и тактики, впоследствии его знания были использованы при образовании первого отряда SWAT в Лос-Анджелесе.
Полицейский Джон Нельсон был отцом идеи создания специально тренированного и оснащённого отряда в составе LAPD, с задачей реагирования и разрешения критических ситуаций со стрельбой при минимизации потерь со стороны полиции. Инспектор LAPD Дэрил Гейтс одобрил идею, была сформирована небольшая группа из полицейских-добровольцев. Развитие SWAT (Special Weapons Assault Team) в его современном виде связывается с именем Гейтса. Он писал в автобиографии «Chief: My Life in the LAPD», что он не разрабатывал ни тактику SWAT, ни его отличительное оружие, но он поддерживал концепцию SWAT и давал возможность своим подчинённым развивать данную концепцию, морально поддерживая их. Сначала он дал взводу название «Special Weapons Assault Team», однако в связи с протестами общественности шеф полиции Эд Дэвис, начальник Гейтса, отверг это название, более подходящее для наименования военной организации. Гейтс хотел сохранить аббревиатуру SWAT и изменил её расшифровку на «special weapons and tactics».
Первый отряд SWAT состоял из пятнадцати команд по четыре человека в каждой, общая численность составляла 60 человек. Участники отряда получали специальный статус и премии. В течение месяца они проходили специальную тренировку. В ходе гражданских беспорядков отряд охранял полицейские учреждения. В LAPD отряды SWAT были организованы во «взвод D» дивизиона Метро.
Доклад, выпущенный LAPD относительно перестрелки с боевиками Симбионистской армии освобождения в 1974 стал первым отчётом из первых рук среди департаментов, рассматривающих историю, действия и организацию SWAT.
На сотой странице доклада Департамент ссылается на четыре тенденции, обусловившие развитие отрядов SWAT. Это уличные беспорядки, такие как «Восстание в Уоттсе», к которым в 1960-х LAPD и другие полицейские департаменты оказались плохо подготовленными, угроза снайперов как вызов общественному порядку, политические убийства и угроза городской партизанской войны со стороны вооружённых групп. LAPD сформировала SWAT в связи с этими условиями городского насилия.

«Непредсказуемость снайпера и предвидение им обычной реакции со стороны полиции увеличивает вероятность ранения или гибели полицейских. Если послать полицейских с обычной подготовкой против вооружённой группы с партизанской подготовкой, то это вероятно приведёт к большим потерям среди полицейских и бегству партизан».

Согласно утверждению на странице 109 доклада «Цель SWAT — обеспечение защиты поддержки, охраны, огневой мощи и спасения в ходе полицейских операций в ситуациях, характеризующихся высокой степенью риска, где специальная тактика необходима для минимизации потерь».
7 февраля 2008 года осада и последующая перестрелка со снайпером в Винетке (Калифорния) привела к гибели сотрудника команды SWAT (LAPD) за 41-летнюю историю его существования.

## Задачи SWAT
- Спасение заложников;
- Обеспечение периметра безопасности против снайперов во время визитов государственных деятелей;

- Обеспечение превосходящей огневой мощи в некоторых ситуациях, в том числе против забаррикадировавшихся подозреваемых;
- Спасение полицейских и гражданских, попавших под обстрел;
- Контртеррористические операции в городах США;
- Разрешение ситуаций, характеризующихся высоким риском при минимуме смертей, ранений и повреждений собственности;
- Разрешение ситуаций с забаррикадировавшимися личностями (для этого специально создано подразделение Hostage Barricade Team);
- Стабилизация ситуаций, характеризующихся высоким риском с самоубийцами;
- Обеспечение поддержки при рейдах против наркомафии, арестах по судебному ордеру, обысках подозреваемых;
- Обеспечение поддержки при особых событиях;
- Стабилизация опасных ситуаций при столкновении с преступниками (такими как, серийные убийцы, гангстеры);
- Борьба с уличными беспорядками.

## Известные события и их влияние на тактику полиции

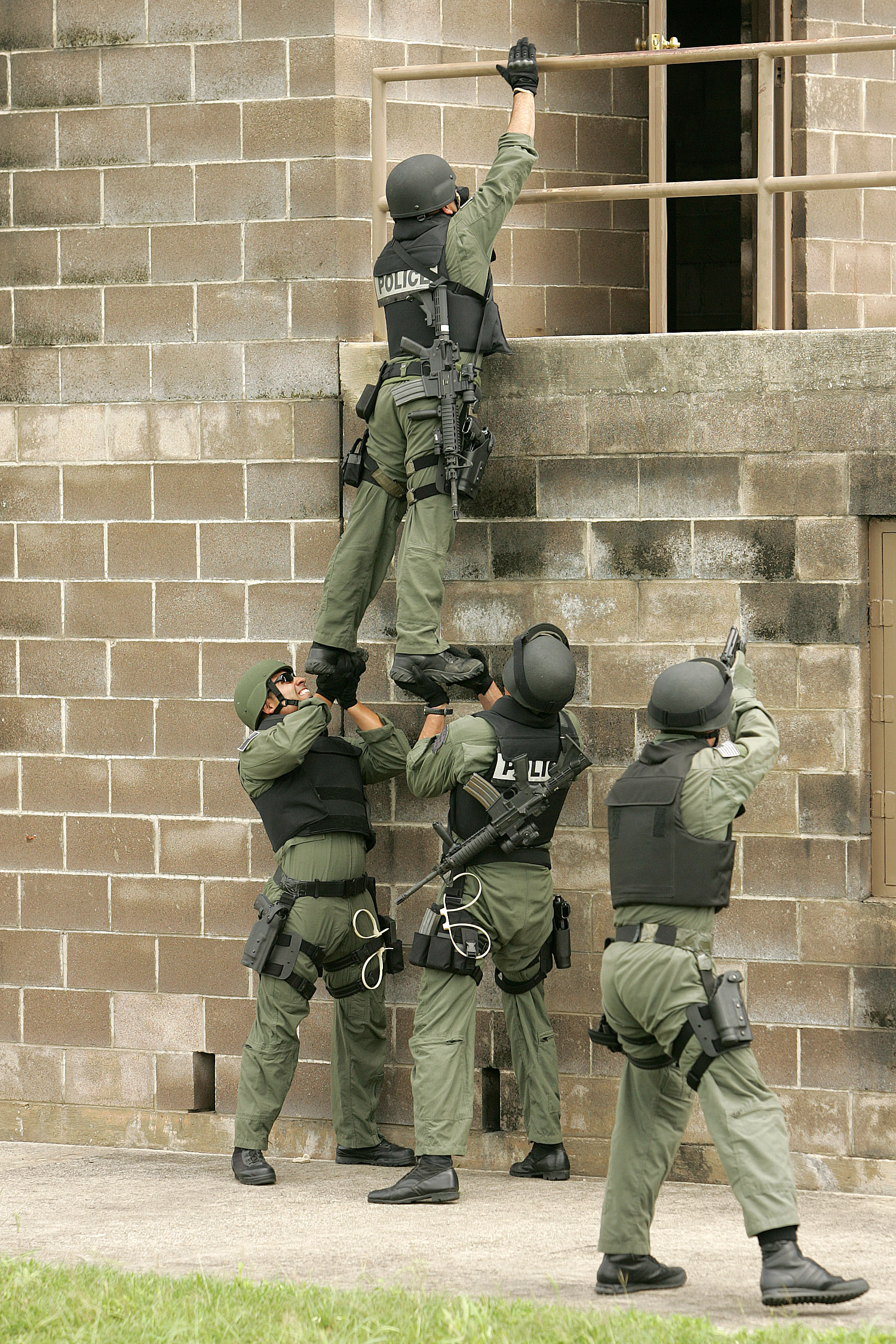
Тренировка отряда SWAT охраны авиабазы ВВС США Лэкленд

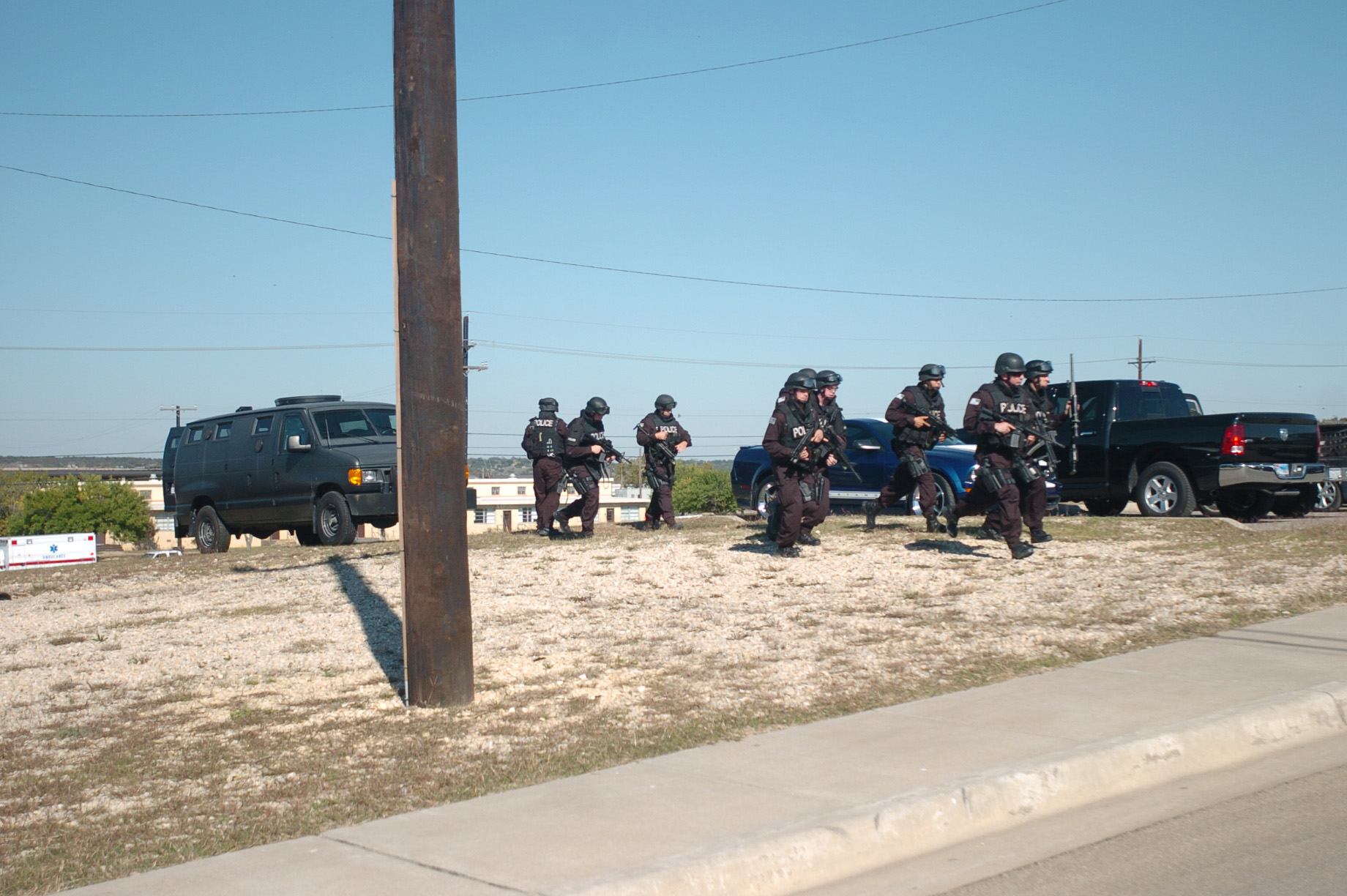
Команда SWAT на подходе к зданию на военной базе в Форте Худ, штат Техас, где Нидалом Маликом Хасаном были убиты тринадцать человек и получили ранения более тридцати 5 ноября 2009 года. Фото сержанта Армии США Джейсона Кравчика

Первым широко известным применением лос-анджелесского отряда SWAT стало четырёхчасовое противостояние с членами организации «Чёрные пантеры» 9 декабря 1969 года. В итоге «Пантеры» сдались, были ранены три боевика и трое полицейских. С 1974 года областью действия лос-анджелесского отряда является город и округ Лос-Анджелеса.
В полдень 17 мая 1974 члены группы, называющей себя симбионистской армией освобождения (SLA), тяжеловооружённые левые партизаны забаррикадировались в здании на 54-й Ист Комптон авеню Лос-Анджелеса. Репортажи об осаде привлекали внимание миллионов телезрителей и радиослушателей, обсуждались и в мировой прессе. Переговоры с забаррикадировавшимися боевиками велись при каждом случае, главным образом до и после пуска слезоточивого газа. Полицейские не применяли оружие до тех пор, пока боевики SLA не дали по ним несколько залпов из полуавтоматического и автоматического оружия. Несмотря на 3772 выстрела, сделанных боевиками, от их огня не пострадали ни полицейские, ни мирные граждане.
В ходе перестрелки внутри здания вспыхнул пожар. Причины его возникновения официально неясны, хотя полицейские источники ссылаются на случайную пулю, зажёгшую бутылку с коктейлем Молотова, которая была у одного из боевиков. Другие подозревают, что причиной стало воспламенение веществ, содержащихся в гранатах со слезоточивым газом, которые периодически использовала полиция. Все шестеро преступников получили многочисленные пулевые ранения и погибли в последующем пожаре.
Со времён стычки с тяжеловооружёнными боевиками SLA команды SWAT преобразовались в команды из 10 бойцов, каждая из которых в свою очередь состоит из двух взводов (называемых элементы) по пять человек. «Элемент» включает в себя лидера (командира), двух штурмовиков, разведчика и бойца, прикрывающего тыл. Обычный комплект вооружения включает в себя снайперскую винтовку (обычно самозарядная 243-го калибра, так как она более удобна для использования), две полуавтоматические винтовки 223-го калибра и два дробовика. Полицейские команды SWAT также вооружены револьверами, которые носятся в наплечной кобуре. Обычный комплект снаряжения включает в себя нашивку с именем, набор инструментов, перчатки и противогаз. Также команды SWAT были оснащены бронежилетами и автоматическим оружием различных типов. В то же время обычные полицейские оставались вооружёнными только шестизарядными револьверами и дробовиками.
Бойня в школе «Колумбайн» 20 апреля 1999 года стала событием, повлиявшим на тактику полиции. Согласно статье в веб-газете Christian Science Monitor, «Вместо инструкций, предписывающих дожидаться прибытия команд SWAT, патрульные полицейские прошли тренировку и получили соответствующее вооружение, которые позволяли им немедленно вступать в бой с явными преступниками, стреляя на поражение».
В статье писалось, что патрульные полицейские были вооружены винтовками и оснащены тяжёлыми бронежилетами и противопулевыми шлемами, которые обычно ассоциируются с вооружением бойцов SWAT. Вскоре произошли неоднократные случаи уличных боёв, полицейская тактика оцепления периметра и ожидания прибытия сил SWAT стала более неприемлемой.
В качестве примера можно процитировать инструкцию полицейского департамента Миннеаполиса (MPD): «Персонал MPD должен уяснить тот факт, что во многих уличных боях гибель невинных людей происходит в первые минуты инцидента. Некоторые ситуации требуют немедленного вмешательства и действия во имя спасения невинных жизней».
Тем не менее даже после таких изменений тактики полиции отряды SWAT продолжают играть свою традиционную роль спасения заложников, проведения контртеррористических операций и задержания особо опасных преступников.

## Организация
Как правило, сотрудники SWAT обычно несут повседневную службу как и другие полицейские, но их в любой момент можно собрать, сделав вызовы на пейджеры, мобильные телефоны или радиоприёмники. Даже в больших полицейских управлениях, таких, как Полицейский департамент Лос-Анджелеса (LAPD), персонал SWAT обычно используется в роли подавителей преступности, возможно, они более подготовлены и опасны, чем обычный полицейский патруль, но при несении обычной службы они не берут с собой свою отличительную защиту и оружие.
Персонал SWAT, хоть и готов к вызову, но большую часть служебного времени проводит в регулярных патрулях. Чтобы сократить время реагирования при возникновении серьёзных ситуаций, требующих прямого вмешательства SWAT, сейчас широко используется метод размещения экипировки и вооружения SWAT в защищённых ящиках багажников специальных полицейских джипов. В этом нуждаются шерифы, ввиду больших размеров их округов и напряжённого дорожного движения в Лос-Анджелесе. LAPD использует джипы уже укомплектованными полицейскими, так как они могут не успеть вернуться в здания полиции при вызове (хотя при возникновении сложной ситуации им может понадобиться более тяжёлое вооружение).
Сайт LAPD показывает, что в 2003 их отряды SWAT были задействованы 255 раз: по 133 вызовам SWAT и 122 задержаниям опасных преступников.
Отряд чрезвычайной службы (Emergency Service Unit) Нью-Йоркского департамента полиции — один из нескольких отрядов гражданской полиции, который действует автономно все 24 часа в сутки. Однако этот отряд часто выполняет широкий круг действий, включая обыск и поиск, извлечение транспортных средств, которые обычно выполняются полицейским департаментом или другими службами.
Необходимость собрать персонал, рассеянный на широком пространстве, затем и экипировать и проинструктировать его порождает длинный промежуток времени между поднятием тревоги и разворачиванием отряда SWAT. Задержка реакции полиции в ходе побоища 1999 года в школе «Колумбайн» привели к изменениям в реакции полиции. Рядовые полицейские должны были незамедлительно развернуться и нейтрализовать уличного стрелка, вместо того, чтобы образовать периметр и ожидать прибытия отряда SWAT.

## Подготовка
Полицейские SWAT набираются из добровольцев из собственных организаций по исполнению закона. В зависимости от политики, проводимой департаментом, кандидаты должны отслужить минимальный срок в рядах департамента перед признанием годными для специальных отделов, таких как SWAT. Это требование к сроку пребывания в должности основано на факте, что полицейские SWAT всё ещё являются сотрудниками охраны закона и должны досконально знать политику, проводимую департаментами и полицейские процедуры.
Кандидаты в отряд SWAT подвергаются тщательному отбору и подготовке. Кандидаты должны пройти испытание физической ловкости, устное, письменное и психологическое тестирование, чтобы доказать, что они не только физически, но и психологически годны к боевым операциям.
Особое внимание уделяется физической подготовке, так как полицейский должен быть готовым к тяготам боевых операций. После отбора потенциальный сотрудник должен пройти многочисленные курсы, которые превратят его в полностью квалифицированного бойца SWAT. Полицейские тренируются в меткой стрельбе для развития мастерства тщательной стрельбы. Другое обучение, которое может быть преподано потенциальному сотруднику — это работа со взрывчаткой, снайперская подготовка, защитная тактика, первая помощь, переговоры, обращение со служебными собаками, техника скалолазания и спуска на тросах, использование специального оружия и амуниции. Сотрудники могут пройти специализированную подготовку в обращении с резиновыми пулями, светошумовыми гранатами, использование методов контроля над толпой и специальной нелетальной амуниции. Главный упор делается на подготовку к ближнему бою, поскольку это и будет основной задачей сотрудника SWAT.

## Снаряжение
Снаряжение команд SWAT разработано для разнообразных особых ситуаций, включая ближний бой в городской среде. Виды снаряжения различаются у отрядов, но в общих чертах проявляются постоянные тенденции.

### Вооружение
Отряды SWAT различных департаментов используют многие виды вооружения, но среди них наиболее популярными можно считать пистолет-пулеметы, карабины, штурмовые винтовки, дробовики и снайперские винтовки.
В качестве спец-средств используются свето-шумовые гранаты, нелетальные гранаты и гранаты со слезоточивым газом. Кинологическая служба также может быть внедрена в состав SWAT, но и также использоваться в отдельных случаях.
Ранее наиболее распространенным вооружением большинства отрядов был пистолет-пулемет HK MP5, но на данный момент многие департаменты отказываются от него в пользу карабинов в калибре 5.56 на основе AR-15. Среди дробовиков наиболее распространены полуавтоматический Benelli M1 и помповый Remington 870.
Полуавтоматические пистолеты являются наиболее популярным личным оружием. Можно отметить пистолеты серий M-1911, SIG Sauer, Beretta 92, Glock, HK USP и FN Five-seveN.
Для быстрого взлома дверей (замков, петель или разрушения дверной рамы целиком) могут использоваться тараны, дробовики с взламывающими зарядами, взрывпакеты. Команды SWAT также используют нелетальное оружие: тазеры, баллончики с перцовой смесью, дробовики с резиновыми зарядами, оружие, стреляющее шариками с перцем (обычно это оружие для пейнтбола, но шарики вместо краски наполнены перцовым аэрозолем), гранаты со слезоточивым газом, светошумовые гранаты. Для ближнего боя (укрытия бойцов и отражения выстрелов) используются баллистические щиты.
Для ночных операций используются ПНВ GPNVG-18 и ANPVS-7, которые крепятся на шлемы модели FAST и MICH 2000.

### Транспортные средства

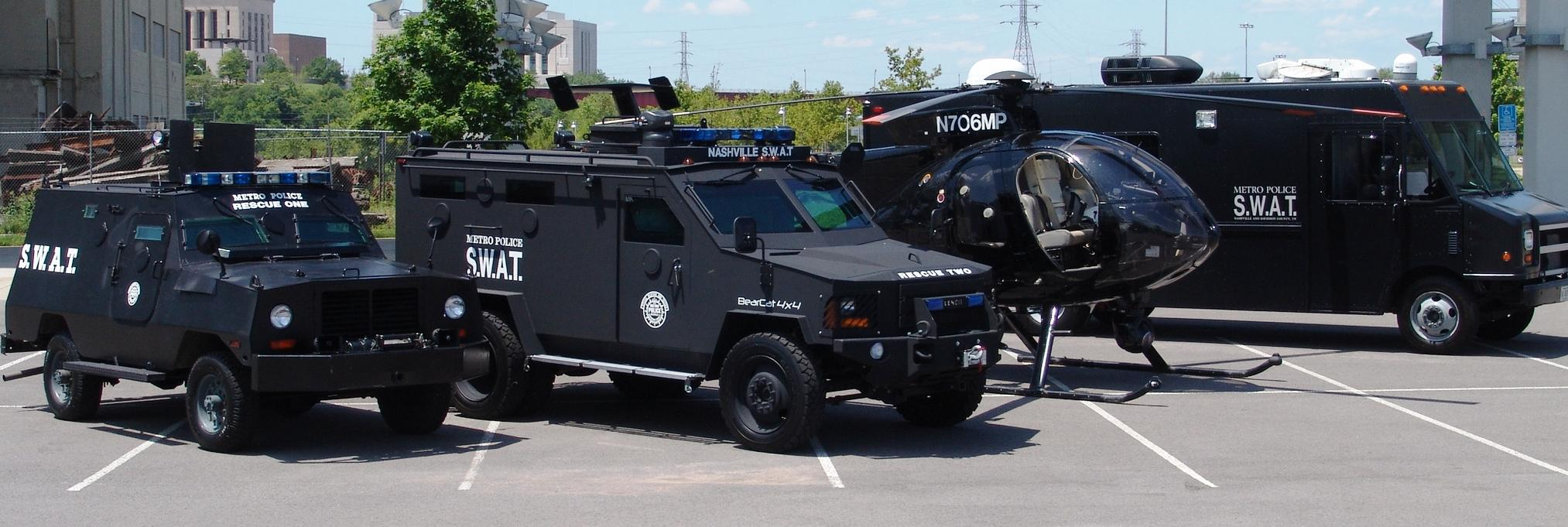
Транспортные средства SWAT департамента полиции Нэшвилла по состоянию на 2007 год. Два бронеавтомобиля слева — Cadillac Gage Ranger и Lenco BearCat

Отряды SWAT могут использовать ARV (Armored Rescue Vehicle — бронированные спасательные машины) в частности в ходе боевых операций, при штурме, при спасении полицейских и гражданских, сражённых огнём. Вертолёты могут использоваться для воздушной разведки и даже при штурме или спуске с тросов. Для избежания обнаружения подозреваемыми в ходе операций в городах отряды SWAT могут использовать модифицированные автобусы, фургоны, грузовики и другие транспортные средства, которые выглядят как обычные машины.
Отряд Special Response Team (SRT) службы Ohio State Highway Patrol использовал специальный большой бронированный автомобиль B.E.A.R производства Lenco Engineering с лестницей на крыше для входа на вторые и третьи этажи зданий. Сейчас B.E.A.R и его меньший вариант BearCat используют многие полицейские управления, в том числе LAPD, LASD, и NYPD. Департамент полиции Анахайма использует переделанный B.E.A.R., оснащённый лестницей для штурма многоэтажных зданий.
Команда SOT (Special Operations Team) департамента полиции Тулсы использует бронетранспортёр Alvis Saracen британского производства, переделанный для их нужд. На крыше установлено устройство Night Sun, а спереди — гидравлический таран. Бронетранспортёр используется в случае возникновении чрезвычайных ситуаций при исполнении судебных ордеров. Он дал возможность членам команды передвигаться безопасно из точки в точку.
Полицейские департаментов Киллина и Остина (Техас) и округа Колумбия, Florida Highway Patrol используют Cadillac Gage Ranger.

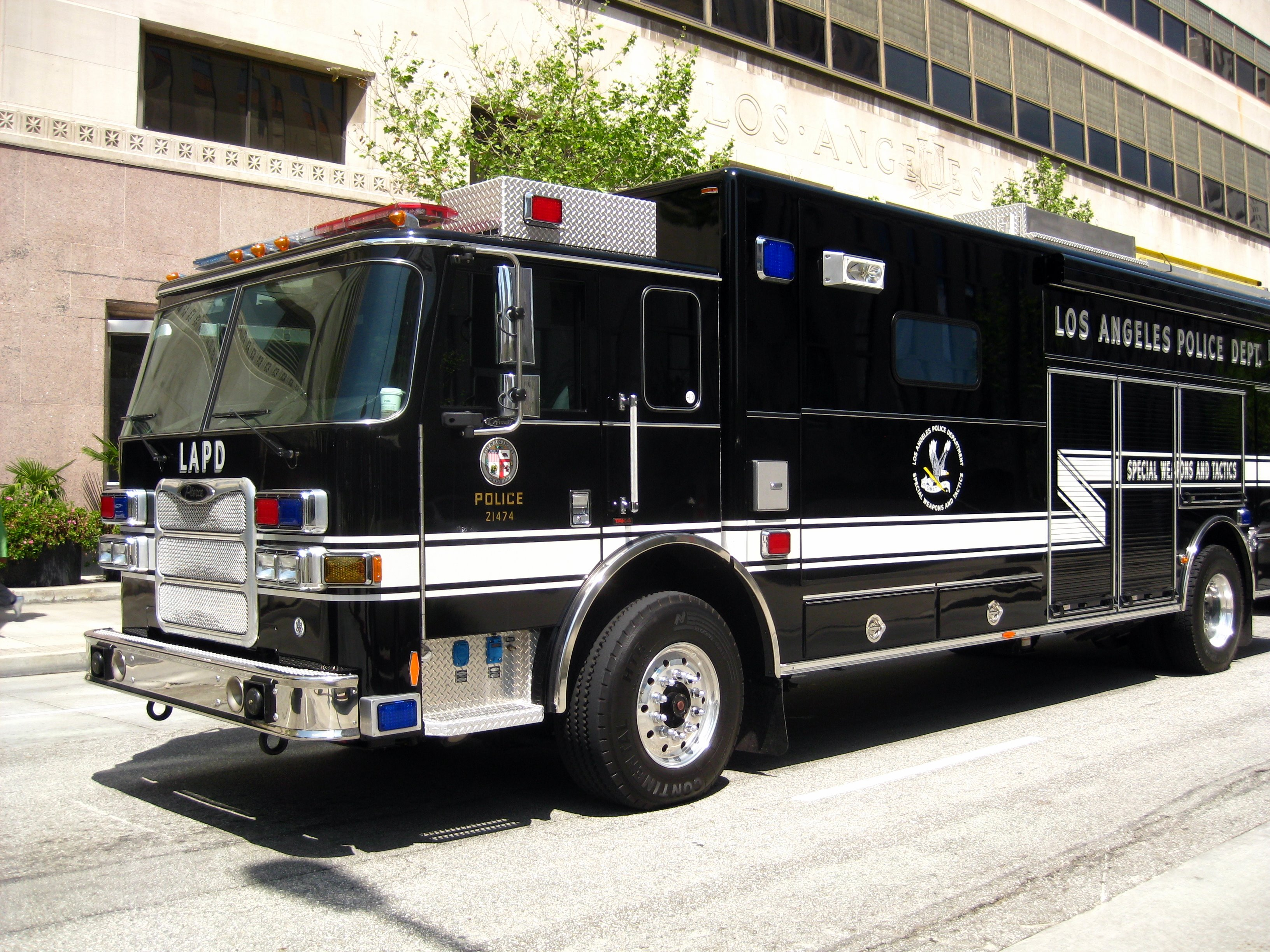
Грузовик Pierce Arrow XT SWAT департамента полиции Лос-Анджелеса
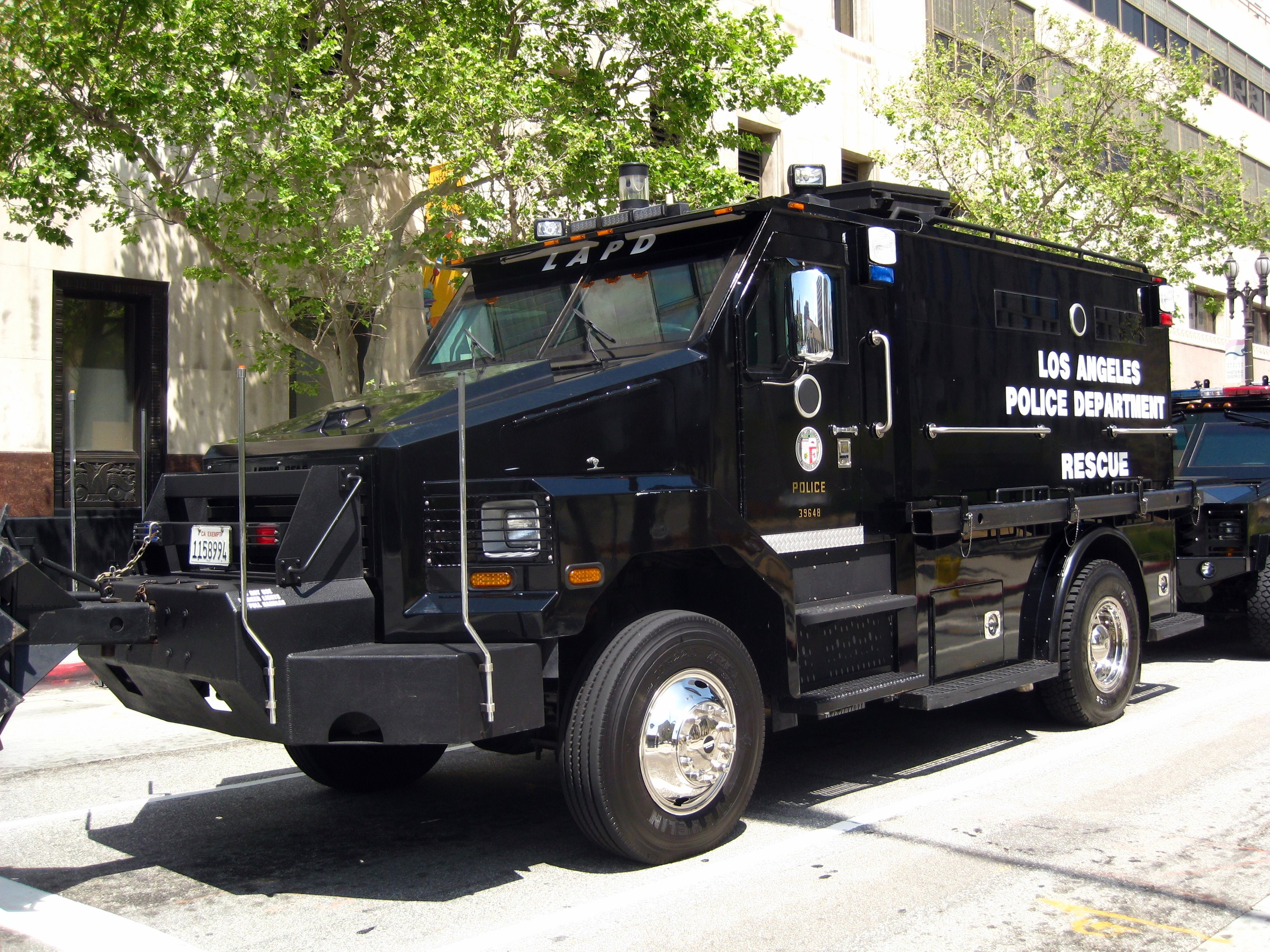
Спасательная машина Lenco Bear департамента полиции Лос-Анджелеса
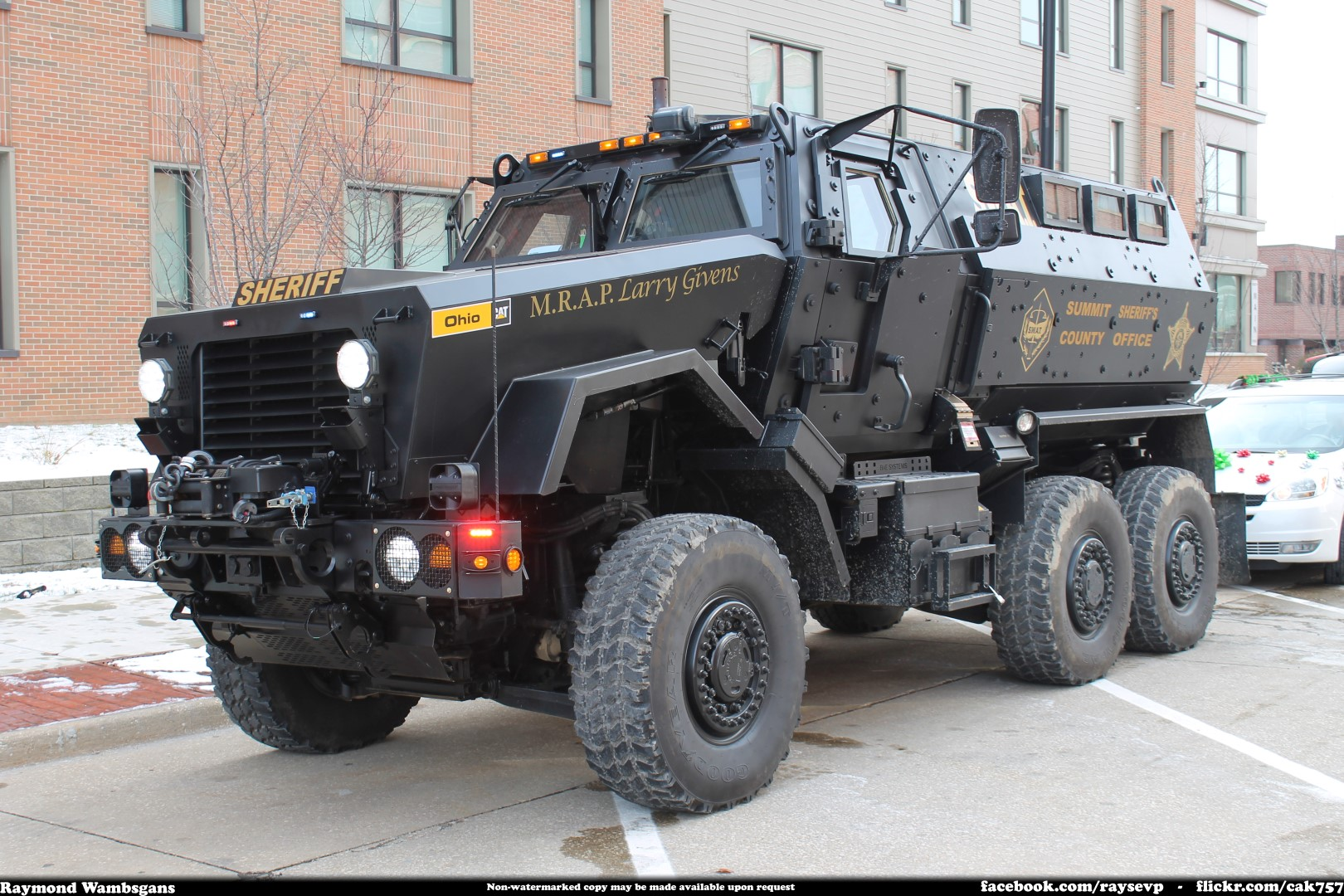
BAE Caiman SWAT шерифа округа Саммит, Огайо
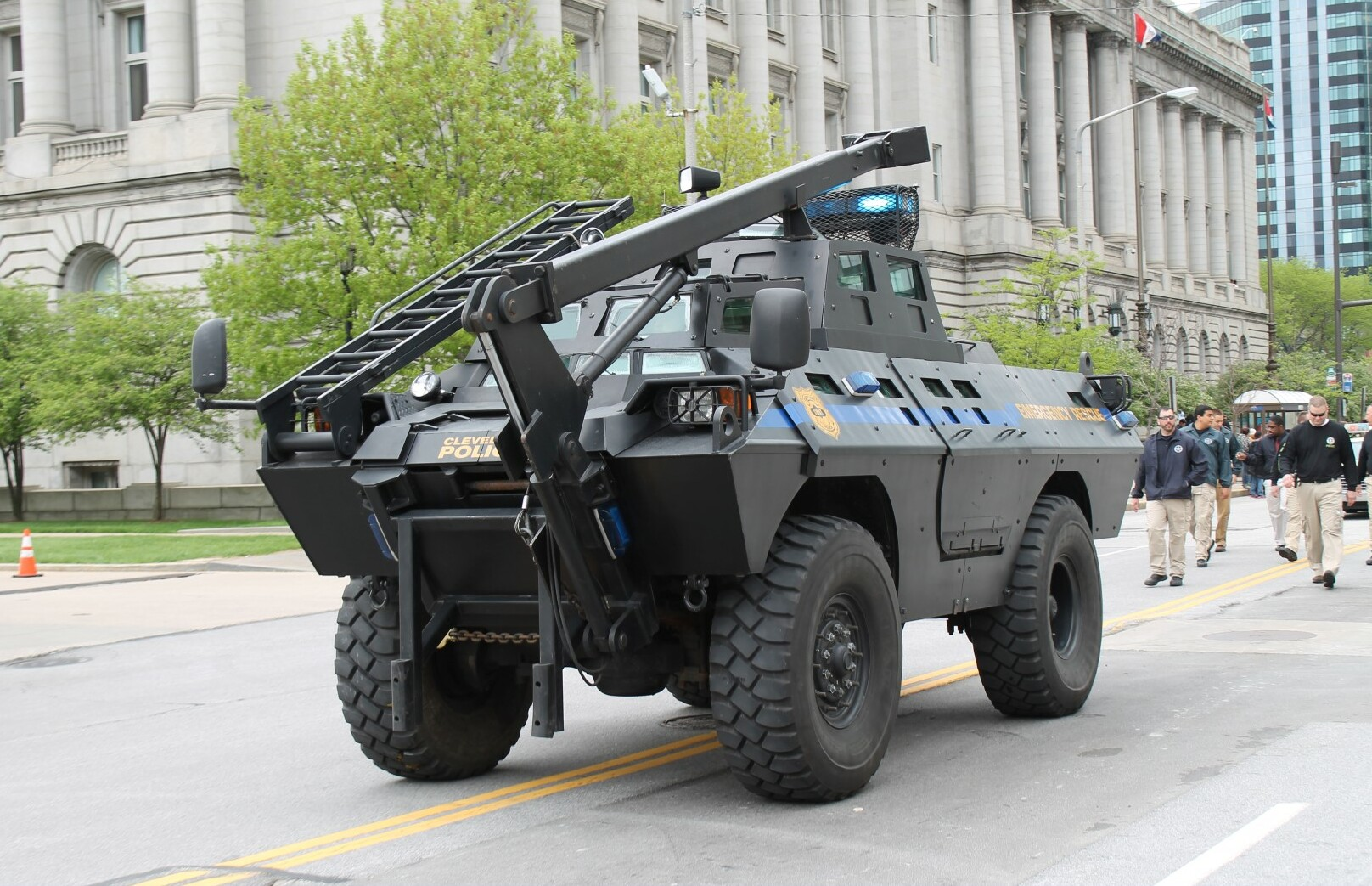
Бронеавтомобиль Cadillac Gage Commando полиции Кливленда
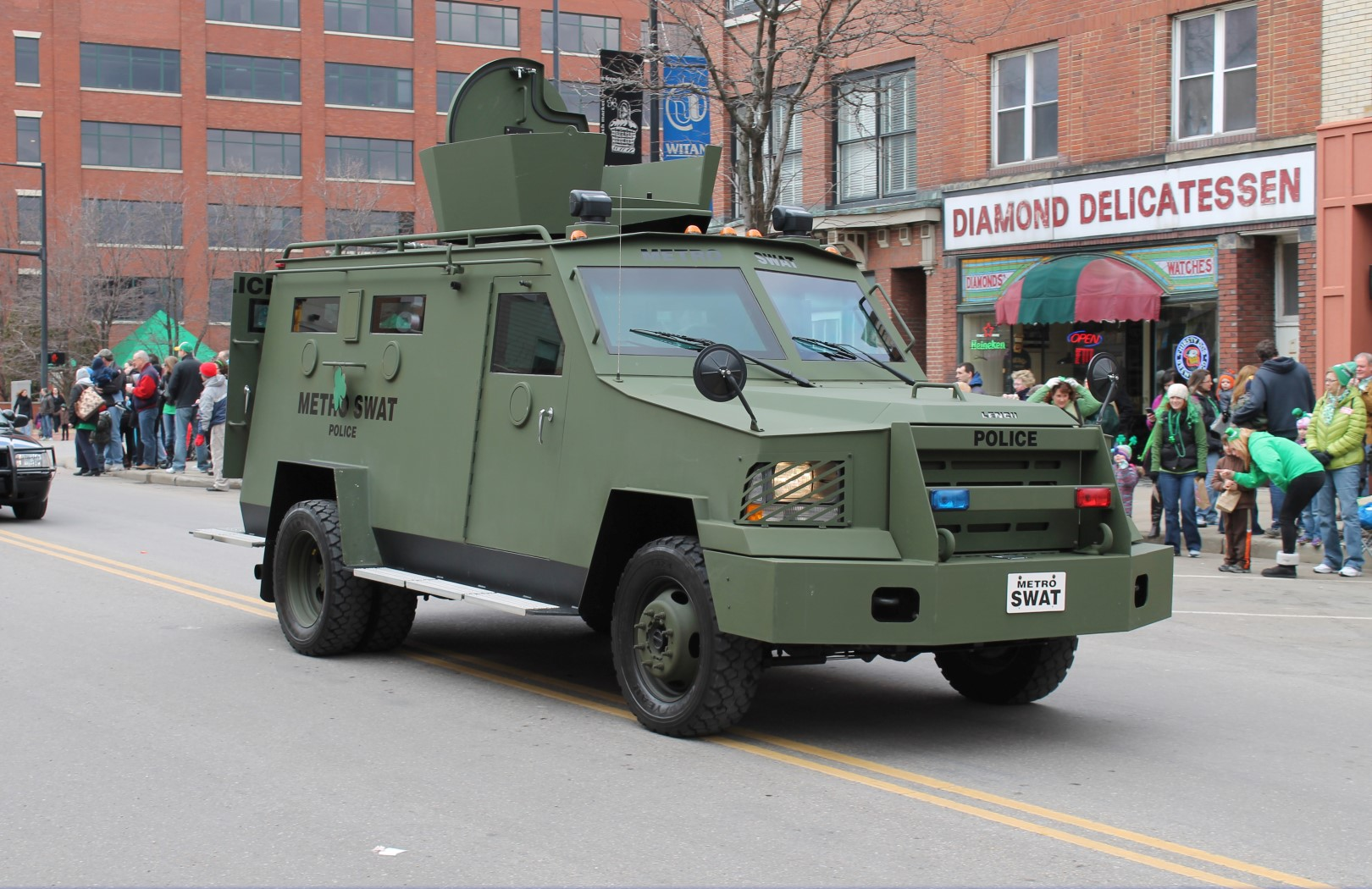
Бронированная машина Lenco BearCat, Акрон, Огайо

## Критика
Использование команд SWAT в обычных ситуациях подвергается критике.
Редли Балко, полицейский аналитик из Института Катона, написал работу: «Overkill: The Rise of Paramilitary Police Raids in America».
Диана Сесилия Вебер из того же института написала работу «Warrior Cops: The Ominous Growth of Paramilitarism in American Police Departments». Доктор Петер Краска и его коллега Виктор Каппелер, профессора-криминалисты из Eastern Kentucky University выпустили работу «Militarizing American Police: The Rise and Normalization of Paramilitary Units» и, наблюдая за деятельностью полицейских департаментов по стране, пришли к выводу, что число полувоенных отрядов полиции выросло десятикратно с ранних 1980-х.

## В культуре
- Художественные фильмы «S.W.A.T.: Спецназ города ангелов», «S.W.A.T.: Огненная буря», «Спецназ: В осаде», «Отряд спасения», в создании которых принимали участие реальные бойцы SWAT.
- Телесериал «Спецназ города ангелов».
- Серия компьютерных игр SWAT, а также видеоигра Tom Clancy’s Rainbow Six Siege, где игрок может играть за членов Лос-Анджелесского SWAT ФБР.
- Тактические шутеры Ready or Not и Zero Hour, которые симулируют работу SWAT.